# ارول دوست
ارول دوست (انگلیسی: Erol Dost؛ زادهٔ ۳۰ مهٔ ۱۹۹۹) بازیکن فوتبال اهل بلغارستان است.
از باشگاه‌هایی که در آن بازی کرده است می‌توان به باشگاه فوتبال لودوگورتس رازگراد اشاره کرد.
وی همچنین در تیم‌ ملی فوتبال و زیر ۱۹ سال مردان بلغارستان بازی کرده است.